# Katrin Taseva
Katrin Taseva (en búlgaro, Катрин Янкова Тасева) es una gimnasta rítmica búlgara nacida en Samokov el 24 de noviembre de 1997. Se formó en el club Levsky. Es entrenada por Branimira Markova.

## Trayectoria
Es miembro del equipo de Bulgaria de gimnasia rítmica en categoría individual desde el año 2010 y participa en las grandes competiciones internacionales desde el año 2015. Dentro de su palmarés en pruebas de la Copa del Mundo de Gimnasia Rítmica destacan su tercer puesto en el concurso completo logrado en Taskent, en 2017, donde también obtuvo una medalla de plata en mazas y de bronce en pelota, así como el segundo puesto obtenido en el concurso completo en Sofía, también en 2017, donde también consiguió una medalla de bronce en cinta. En 2018 logró la medalla de plata en cinta, en la prueba de Bakú, y destacó en la prueba celebrada en Pésaro, donde obtuvo el segundo lugar en el concurso completo y una medalla de plata en cinta además de dos de bronce en mazas y aro; y también en el torneo celebrado en Sofía, donde obtuvo la medalla de oro en mazas, medallas de plata en aro y cinta y medalla de bronce en pelota. En 2019 destacó en la prueba de copa del mundo de Sofía, al obtener el tercer lugar en el concurso completo, y las medallas de plata en pelota, cinta y mazas. Este mismo año, también obtuvo una medalla de plata en cinta en la prueba de Pésaro. 
Su primera participación en un campeonato de Europa fue en Jolón 2016 donde fue decimotercera en el concurso completo. El año siguiente participó en el campeonato de Europa de Budapest, donde obtuvo una medalla de plata en la final de cinta y otra de bronce en la clasificación por equipos junto con Neviana Vladinova y el conjunto júnior de su país. En esta misma competición acabó cuarta en aro.
Participó también en el campeonato del mundo de Pésaro 2017, donde obtuvo el décimo lugar en el concurso completo individual y el octavo lugar en la final de cinta y en el Campeonato de Europa de Guadalajara en 2018, donde fue quinta en el concurso general.
En 2018 compitió también en el campeonato del mundo celebrado en su país, en Sofía, donde fue sexta en el concurso general, medalla de plata en la competición por equipos junto a sus compañeras Boriana Kalein y Neviana Vladinova y participó en las finales de mazas, pelota y aro, ocupando finalmente las posiciones octava, octava y séptima, respectivamente.
En 2019, su participación en el campeonato de Europa celebrado en Bakú se saldó con una medalla de bronce en la competición por equipos junto a Neviana Vladinova, Boriana Kalein y el conjunto júnior de su país. Además, participó en las finales de cinta, en la que quedó octava; pelota, en la que ocupó la séptima posición, y mazas, donde finalizó cuarta. Ese mismo año, obtuvo la medalla de plata en la final de pelota y la de bronce en la de cuerda en los Juegos Europeos de Minsk.
En el campeonato del mundo de ese mismo año, que también se celebró en Bakú, finalizó en noveno lugar en el concurso general.
En 2020 participó en el Campeonato de Europa de Kiev, donde obtuvo el séptimo lugar en el concurso general. Este mismo puesto, el séptimo en el concurso general, fue el logrado en el Campeonato de Europa de Varna de 2021. En este campeonato participó en las cuatro finales por aparatos, en las que ocupó el quinto lugar en mazas y cinta, sexto en aro y séptimo en pelota, además del cuarto lugar por equipos junto con su compañera Boriana Kalein y el conjunto júnior. 
En 2021, Taseva compitió en los Juegos Olímpicos de Tokio, donde terminó en el puesto 14 y no logró pasar a la final individual.